# 莫里爾甘傑烏帕齊拉
莫里爾甘傑乌帕齐拉是孟加拉国巴蓋爾哈德縣的一个乌帕齐拉，位於庫爾納专区的巴蓋爾哈德縣。。

## 人口
據1991年孟加拉國人口普查，莫里爾甘傑共有戶數61,210戶，人口321153人。其中男性佔比50.48%，女性佔比49.52%；成年人口165,032人。該地7歲以上人口之平均識字率為49.5%。